# Cheat (rivière)
Pour les articles homonymes, voir Cheat (homonymie).
La Cheat est une rivière nord-américaine d'une longueur de 126 km qui coule dans l'État de Virginie-Occidentale aux États-Unis. Elle est un affluent de la Monongahela et donc un sous-affluent du Mississippi par l'Ohio.
En raison du relief des monts Allegheny environnants, la Cheat reste un cours d'eau avec peu de présence humaine le long de ses rives. Ses sources sont situées dans le district Cheat-Potomac Ranger de la forêt nationale de Monongahela.

## Géographie
La Cheat se forme à Parsons, par la confluence de la Shavers Fork (en) et de la Black Fork. La Black Fork est alimentée par la rivière Blackwater et par les Dry (en), Glady (en) et Laurel (en) Forks - ces rivières sont traditionnellement appelées les cinq Forks of Cheat.
De Parsons, la rivière Cheat coule généralement vers le nord à travers les comtés de Tucker et de Preston, traverse les villes de Rowlesburg et Albright. Il traverse alors une gorge impressionnante - le Cheat Canyon (en) - au nord-est d'Albright, recueillant le Big Sandy Creek (en) avant d'entrer dans le comté de Monongalia, où un barrage hydroélectrique juste au sud de la frontière de la Pennsylvanie l'oblige à s'élargir en tant en formant le lac Cheat (en). Elle coule pendant une courte distance dans le sud-ouest du comté de Fayette, en Pennsylvanie, avant de rejoindre la rivière Monongahela à Point Marion. En amont de son barrage, le Cheat possède l'un des plus grands bassins versants de l'Est des États-Unis.

## Origine du nom
Le nom indien des amérindiens Lenapes pour la Cheat aurait été « Ach-sin-ha-nac », c'est-à-dire «rivière pierreuse». Le nom de la «Cheat River» possède plusieurs origines possibles. Elle a été nommée pour un explorateur français (ou un Indien) nommé Cheat ou Chaet, ou pour une abondance de brome des toits (Cheat Grass en anglais) sur ses rives (éventuellement une mauvaise identification du blé mort) ou des sections trompeusement profondes contenant des tourbillons qui ont pu tromper (to cheat) les hommes en les noyant.
Aucune de ces théories n'a un soutien documentaire solide, mais cette dernière est le plus souvent citée.

## Traduction
- (en) Cet article est partiellement ou en totalité issu de l’article de Wikipédia en anglais intitulé « Cheat River » (voir la liste des auteurs).